# Nicaragua i olympiska sommarspelen 2016
Nicaragua deltog med fem deltagare vid de olympiska sommarspelen 2016 i Rio de Janeiro. Ingen av landets deltagare erövrade någon medalj.

## Friidrott
Förkortningar
- Notera– Placeringar avser endast det specifika heatet.
- Q = Tog sig vidare till nästa omgång
- q = Tog sig vidare till nästa omgång som den snabbaste förloraren eller, i fältgrenarna, genom placering utan att nå kvalgränsen
- NR = Nationellt rekord
- N/A = Omgången fanns inte i grenen
- Bye = Idrottaren behövde inte tävla i omgången

Bana och väg
| Idrottare       | Gren                  | Heat     | Heat      | Semifinal        | Semifinal        | Final            | Final            |
| Idrottare       | Gren                  | Resultat | Placering | Resultat         | Placering        | Resultat         | Placering        |
| --------------- | --------------------- | -------- | --------- | ---------------- | ---------------- | ---------------- | ---------------- |
| Erick Rodríguez | Herrarnas 1 500 meter | 4:00,30  | 15        | Gick inte vidare | Gick inte vidare | Gick inte vidare | Gick inte vidare |

## Simning
| Simmare             | Gren                     | Heat    | Heat      | Semifinal        | Semifinal        | Final            | Final            |
| Simmare             | Gren                     | Tid     | Placering | Tid              | Placering        | Tid              | Placering        |
| ------------------- | ------------------------ | ------- | --------- | ---------------- | ---------------- | ---------------- | ---------------- |
| Miguel Mena         | Herrarnas 100 m frisim   | 53,40   | 55        | Gick inte vidare | Gick inte vidare | Gick inte vidare | Gick inte vidare |
| Dalia Torrez Zamora | Damernas 100 m fjärilsim | 1.05,81 | 39        | Gick inte vidare | Gick inte vidare | Gick inte vidare | Gick inte vidare |